# Buslijn 52 (Rotterdam)
Buslijn 52 was een buslijn in de gemeente Rotterdam, die werd geëxploiteerd door de RET. Er hebben sinds 1953 vier lijnen met het lijnnummer 52 bestaan bij de RET. 

## Geschiedenis

### Lijn 52 I

#### Lijn Z
De buslijn door de Maastunnel was oorspronkelijk gedacht als trolleybuslijn waarvoor in 1942 zelfs al de bovenleiding grotendeels was aangelegd in de Maastunnel en een aantal dieselbussen met motoren van trams tot trolleybus waren verbouwd. De trolleybuslijn is echter nooit in dienst gesteld door de beperking en later stopzetting van het vervoer door brandstofgebrek maar ook de stroomvoorziening door de oorlog. Ook bleek dat de trolleybussen onvoldoende vermogen hadden om de steile hellingen op te komen. Omdat er ook veel materiaal was verdwenen of onbruikbaar was verdween het plan na de oorlog van tafel.
In 1949 werd in aanvulling op lijn N (Rochussenstraat-Boergoense Vliet) een nieuwe buslijn Z ingesteld tussen de Breeweg en het Breeplein op de linker Maasoever via de Maastunnel naar de achterzijde van station Rotterdam Delftse Poort. De lijn was speciaal ingesteld als snelle shuttle-verbinding met de naam Maastunnelexpress tussen het station DP en het Breeplein waar op verschillende andere lijnen kon worden overgestapt en vrijwel alle toenmalige wijken van Zuid konden worden bereikt. Later werd de lijn ingekort tot het Breeplein.

#### Lijn 52

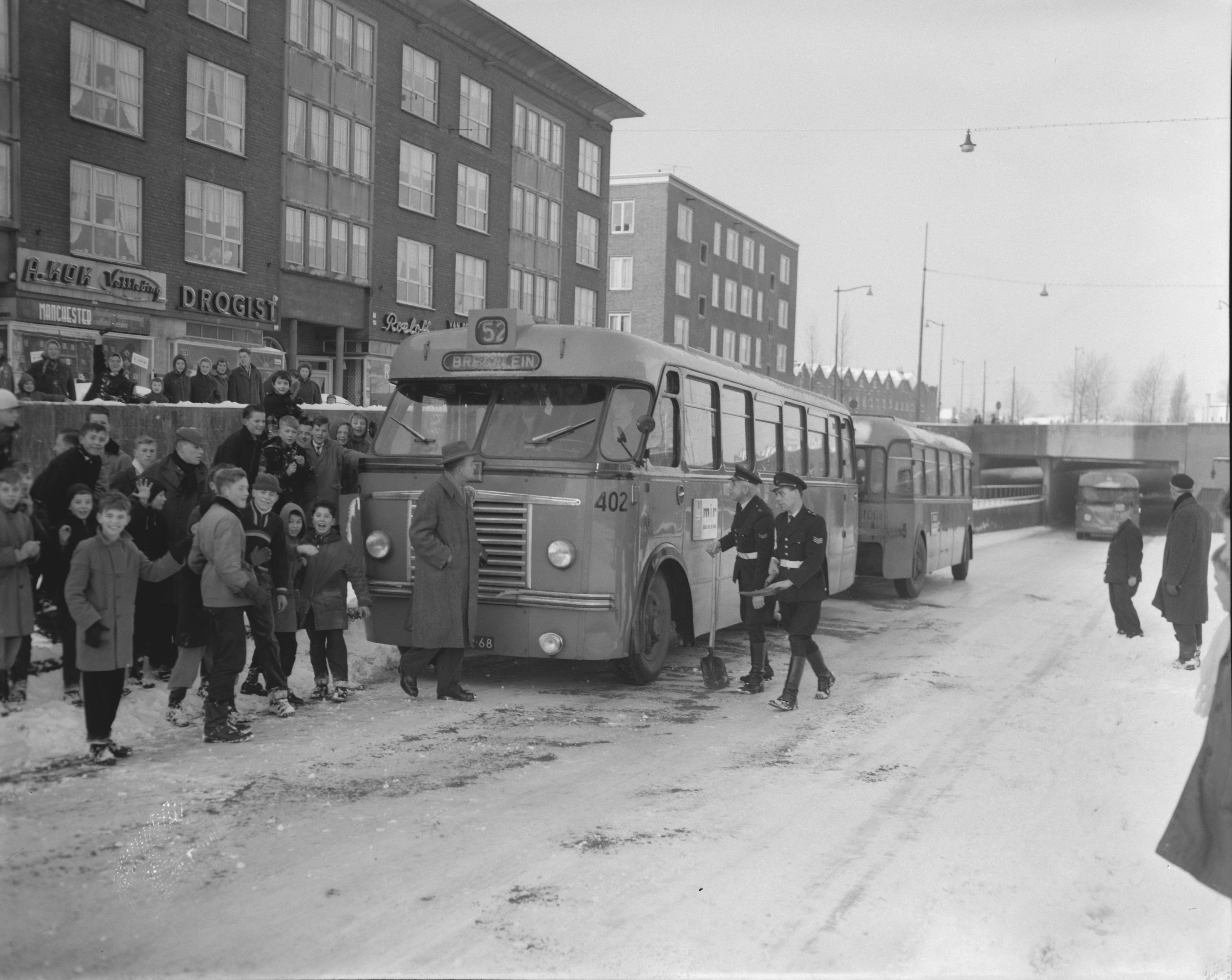
Bus 402 met aanhanger op Lijn 52 in 1959

Omdat men in het alfabet maar 26 letters ter beschikking had en men inmiddels al bij de 'Z' was aangekomen besloot men de letterlijnen te vernummeren in een lijnnummer vanaf 30. Op 1 november 1953 kreeg lijn Z hierbij het lijnnummer '52' toebedeeld. De dienst was zo succesvol, dat er van 1953 tot 1963 ook negen bussen met aanhangers, waarmee in totaal 138 personen konden worden vervoerd, op werden ingezet. In 1957 werd het station Delftse Poort hernoemd in Centraal Station. De route bleef ongewijzigd totdat de lijn door de komst van de metro op 9 februari 1968 werd opgeheven. De passagiers konden voortaan met verschillende lijnen naar een van de drie metrostations op Zuid reizen en vandaar per metro naar het centrum en het Centraal Station.

### Lijn 52 II
Op 18 oktober 1973 werd het lijnennet in Schiedam en Vlaardingen gereorganiseerd. Hierbij verdwenen onder meer de lijnen 55 en 57 en werd een nieuwe lijn 52 ingesteld. De lijn verbond het station Schiedam-Rotterdam-West via de Koemarkt en Nieuwland met Vlaardingen waar via het Liesveldviaduct naar het Westerhoofd werd gereden. Afgezien van enkele kleine routewijzigingen bleef de route tot een volgende reorganisatie van het lijnennet op 4 november 2002 ongewijzigd. Toen werd de lijn opgeheven en grotendeels vervangen door de lijnen 51 en 57.

### Lijn 52 III
Op 13 december 2009 ontstond een derde lijn 52 die station Schiedam Centrum via de havengebieden van Schiedam-West verbond met metrostation Vijfsluizen. Deze lijn reed alleen tijdens de spitsuren.
Wegens bezuinigingen werd deze lijn reeds op 11 december 2011 opgeheven.

## Trivia
In de nostalgische televisieserie Toen was geluk heel gewoon speelde Gerard Cox de rol van de conservatieve buschauffeur Jaap Kooiman die op de eerste lijn 52 reed tot 9 februari 1968, de lastigste met de aanhanger zoals Jaap altijd zelf stelde.